# Вальдеблор
Вальдебло́р (фр. Valdeblore) — коммуна на юго-востоке Франции в регионе Прованс — Альпы — Лазурный берег, департамент Приморские Альпы, округ Ницца, кантон Туррет-Леванс. До марта 2015 года коммуна административно входила в состав упразднённого кантона Сен-Совёр-сюр-Тине (округ Ницца).
Площадь коммуны — 94,16 км², население — 802 человека (2006) с тенденцией к росту: 908 человек (2012), плотность населения — 9,6 чел/км².

## Население
Население коммуны в 2011 году составляло — 901 человек, а в 2012 году — 908 человек. Динамика численности населения:
| Год  | Численность | Численность |
| ---- | ----------- | ----------- |
| 1962 | 556         |             |
| 1968 | 556         |             |
| 1975 | 466         |             |
| 1982 | 584         |             |
| 1990 | 664         |             |
| 1999 | 686         |             |
| 2005 | 796         |             |
| 2006 | 802         |             |
| 2010 | 882         |             |
| 2011 | 901         |             |
| 2012 | 908         |             |
| 2013 | 891         |             |
| 2015 | 848         | [ 7 ]       |
| 2016 | 1105        | [ 8 ]       |
| 2017 | 853         | [ 9 ]       |
| 2018 | 835         | [ 10 ]      |
| 2019 | 835         | [ 11 ]      |
| 2020 | 834         | [ 12 ]      |
| 2021 | 835         | [ 13 ]      |
| 2022 | 834         | [ 14 ]      |

## Экономика
В 2010 году из 580 человек трудоспособного возраста (от 15 до 64 лет) 380 были экономически активными, 200 — неактивными (показатель активности 65,5 %, в 1999 году — 65,9 %). Из 380 активных трудоспособных жителей работали 357 человек (192 мужчині и 165 женщин), 23 числились безработными (12 мужчин и 11 женщин). Среди 200 трудоспособных неактивных граждан 72 были учениками либо студентами, 70 — пенсионерами, а ещё 58 — были неактивны в силу других причин.
На протяжении 2010 года в коммуне числилось 375 облагаемых налогом домохозяйств, в которых проживало 810,0 человек. При этом медиана доходов составила 18 тысяч 287 евро на одного налогоплательщика.